# Krysotil
Krysotil, eller vit asbest, är den vanligast förekommande formen av asbest och har stått för ca 95 % av all användning av asbest. Krysotil förekommer i tre polytyper: klinokrysotil, ortokrysotil och parakrysotil vilka har något olika gitterparametrar. Krysotil är ett fyllosilikat och omdefinierades av International Mineralogical Association 2007.

## Egenskaper
Mineralet är en silkesglänsande, fintrådig variant av serpentin, som ofta bildar ådror i vanlig serpentin. Dess färg är vitaktig (leukotil) till olivgrön och är lätt att bearbeta till en mjuk, ullig massa. Mineralet är uppbyggt av Mg(OH)2-skikt och Si2O52- -skikt som inte matchar varandra helt med följd att dubbelskiktet rullar ihop och bildar mikroskopiska rör.
Vid upphettning omvandlas krysotil först, och smälter vid 1550 °C

## Förekomst
Större mängder av krysotil har utvunnits i bland annat Italien, Ryssland, Kanada och Zimbabwe.

## Användning
Inkluderat i gruppen av asbestmaterial har krysotil använts som isoleringsmaterial inom såväl process- som byggindustrin, samt för tillverkning av brandskyddsmaterial och eldfasta textilier. 
På grund av dessa ämnens cancerframkallande egenskaper är de numera klassade som miljöfarligt material med strikta bestämmelser för dess hantering.